# Festival de Saintes

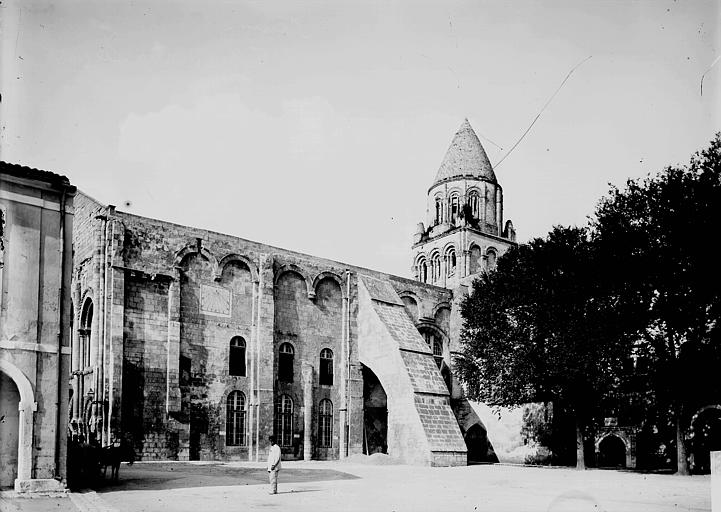
L'església de Sainte-Marie-des-Dames, abans de la restauració

El festival de Saintes és un festival internacional de música clàssica que se celebra cada any a mitjans de juliol durant deu dies i ofereix una trentena de concerts a Saintes (Nova Aquitània) i els seus voltants.

## Descripció
Fundat el juliol de 1972 pel periodista Alain Pacquier, el Festival de Música Antiga de Saintes es va dedicar als primers anys principalment a la música antiga. El festival va estar associat a una acadèmia de música antiga fins al 1978.
A partir de la dècada de 1970, el Festival de Saintes es va convertir en un dels espais clau per a la recuperació de la música barroca i va ser batejat per Libération com la Meca del barroc. Ha acollit artistes i directors com William Christie (músic), Jordi Savall, Paul Van Nevel i Philippe Herreweghe, sense deixar de banda la creació contemporània (Collectif 2E2B el 1977, Maurice Ohana el 1978, Yves Claoué el 1992).
L'any 1993, esdevenint director artístic Philippe Herreweghe, desitjant diversificar els repertoris i girar-se cap a la interpretació de la música clàssica i romàntica, va fer que el festival adoptés el caràcter i el nom d'Acadèmies Musicals (nota de l'editor: acadèmia en el sentit de societat junts artistes i no en el sentit d'escola). La programació d'aquesta nova versió està encarregada a Thierry Lassence.
Amb el lema Cinc segles de música contemporània, el festival acull repertori clàssic, romàntic, contemporani, música medieval, fins i tot jazz i músiques del món. Hi ha programats cantants com Véronique Gens i els pianistes Bertrand Chamayou, Zhu Xiao-Mei, Adam Laloum, Alexandre Tharaud, etc.
La música de la dinastia Bach és un dels pilars de la programació del Festival. Des de la seva fundació, el Festival ha programat cada any concerts amb una cantata de Johann Sebastian Bach, fins a una al dia, un esdeveniment important per als assistents al festival. Van ser liderats durant les primeres dècades del festival per Philippe Herreweghe, després per directors com René Jacobs el 1993, Jos van Immerseel el 1995, Sigiswald Kuijken el 1998, Joël Suhubiette el 2007, Damien Guillon i Lionel Meunier el 2014, etc. Al llarg dels anys, el Festival de Saintes ha facilitat l'aparició de nous directors i nous conjunts en interès de la transmissió: Martin Gester, Christophe Rousset, Hervé Niquet.
Des de la seva fundació, el Festival de Saintes ha desenvolupat una vocació formativa. Avui l'associació de l'Abbaye aux Dames, la ciutat musical continua amb aquesta activitat educativa programant les sessions formatives de la Jove Orquestra de l'abadia (antiga Young Atlantic Orchestra) en el marc del Màster Recerca i pràctiques de junts validat per la Universitat de Poitiers.
El Saintes Music Festival és membre de France Festivals i REMA, la xarxa europea de música antiga.

## Històric
L'Abbaye aux Dames de Saintes està en ruïnes quan el periodista Alain Pacquier, de 24 anys, organitza els primers cursos de clavicèmbal, flauta de bec i oboè barroc. Els resultats de l'estiu de 1972 són honorables: 3.000 espectadors per vuit concerts. Pressupost: 45.000 francs. Harry Halbreich assessora Alain Pacquier sobre música contemporània. També impartirà conferències.
El 1973, l'Acadèmia d'Estiu va acollir 60 aprenents (animador: Maurice Rousseau). El festival homenatja Jean-Claude Malgoire que ensenya a l'Acadèmia durant el dia i ofereix concerts al vespre.
El juliol de 1977, el festival es va dedicar a la música anglesa de Handel, Purcell, Tallis. L'Acadèmia acull 200 estudiants. El pressupost augmenta a 2,7 milions de francs.
L'estiu de 1978, el director Peter Brook va entrar a treballar amb els aprenents de l'Acadèmia, amb l'ajuda de la seva companyia. En el marc del programa de música espanyola d'aquell mateix any, el conjunt Hesperion XX de Jordi Savall va gravar el seu Llibre Vermell de Montserrat a l'església de Saint-Savinien. Aquell any el Festival va passar per una crisi financera després d'una gestió generosa i imprudent segons Jacques Lonchampt a Le Monde del 13 de juliol de 1979. El Centre Internacional d'Investigació Musical i Animació Regional (CIRMAR) va acusar 1,6 milions de francs de dèficit. Pel costat del festival, Alain Pacquier es manté malgrat les crítiques a la seva gestió, ajudat per una comissió de gestió liderada per Guy Antoons, regidor municipal. La Conselleria de Cultura i l'ajuntament de Saintes salven el Festival.
Durant l'estiu de 1979, l'Acadèmia de Música Antiga va ser suspesa. L'edició de 1979 del festival va acollir La Grande Ecurie i La Chambre du Roy de Jean-Claude Malgoire.

## Dècada de 1980
Sota la direcció, a partir de 1981, del mestre de cor belga Philippe Herreweghe, aleshores director del Collegium Vocale de Gant i del conjunt La Chapelle royale, el festival es va convertir en un lloc important per a la interpretació de la música de J.S. Bach, en particular les seves Cantates. A la cripta de l'església de Saint-Eutrope, Jean-Claude Malgoire dona les Leçons de Ténèbres de Marc-Antoine Charpentier. L'any 1978, encoratjat per l'èxit del festival, es va iniciar un important programa de restauració a l'Abbaye aux Dames i va acabar l'octubre de 1988 amb la inauguració en presència del president François Mitterrand.

## Dècada de 1990
L'any 1993, el festival va prendre el nom d'Acadèmies musicals de Saintes. El periodista Thierry Lassence va ajudar Philippe Herreweghe en la programació fins a la seva mort el 1996. Va ser substituït per Stephan Maciejewski. La programació s'amplia per incloure el Renaixement, el repertori contemporani i les músiques del món, sempre amb la seva preocupació primordial per l'excel·lència artística i l'autenticitat. L'any 1994 va estar marcat per problemes d'equilibri pressupostari. El festival es va recuperar el 1999 i va rebre majors subvencions públiques. El seu pressupost en aquell moment era de 4,5 milions de francs (682.852 euros).

## Anys 2000
En la tradició de Philippe Herreweghe, que continua sent una figura emblemàtica, la direcció artística està assegurada des de l'any 2002 per Stephan Maciejewski, que compta amb socis destacats: Orchestre des Champs-Élysées, Collegium Vocale Gent, Paul Van Nevel, Vanessa Wagner... El 2001, Bach en la música encara representava el 50% de la programació. El 2004, Alexandre Tharaud va interpretar Couperin al piano modern. Aquell estiu, el periodista i crític Renaud Macart parlava al diari Le Monde d'un «Woodstock de música antiga». El periodista destaca la qualitat de la seva direcció artística oferint una programació acurada i inventiva que la treu dels camins habituals. L'any 2007, el festival va revelar un nou talent: el contratenor Damien Guillon, participant al Collegium Vocale Gent. L'any 2009 va batre rècords d'assistència amb 13.000 entrades venudes.
Any 2012

A causa del mal temps, es cancel·la el concert inaugural a l'aire lliure de l'Orquestra Nacional d'Aquitània de Bordeus. Els pianistes Jean-Frédéric Neuburger i Jean-François Heisser interpreten Mantra de Stockhausen. Philippe Herreweghe al capdavant de l'Orchestre dels Champs-Élysées tanca el festival amb la 9a Simfonia d'Anton Bruckner
2013

S'obre amb el retorn de Jordi Savall, que va arribar per primera vegada al festival l'any 1972 13, però que està absent des del 1991.
2014

Per a la inauguració, el festival presenta el conjunt Vox Luminis. Sota la direcció de Lionel Meunier, Vox Luminis va oferir un programa dedicat a Samuel Scheidt i Heinrich Schütz, i va tenir un gran èxit. Els concerts de les Cantates de J.S. Bach estan encarregats a joves directors de cor: Damien Guillon i Lionel Meunier.
2015

El festival s'inaugura el 10 de juliol amb la primera reconstrucció musical del ballet reial de la nit de Sébastien Daucé i el seu Ensemble Correspondances, una proesa tant musical com dramàtica segons Télérama. És un moment especial per als fidels de les Saintes que aprecien aquesta creació de Sébastien Daucé, antic voluntari del Festival.
I aquest Festival continua fins a l'actualitat. El Festival de Saintes es destaca als canals Mezzo i Mezzo Live HD en el context del tema Music For the Planet.

## Espais de concerts

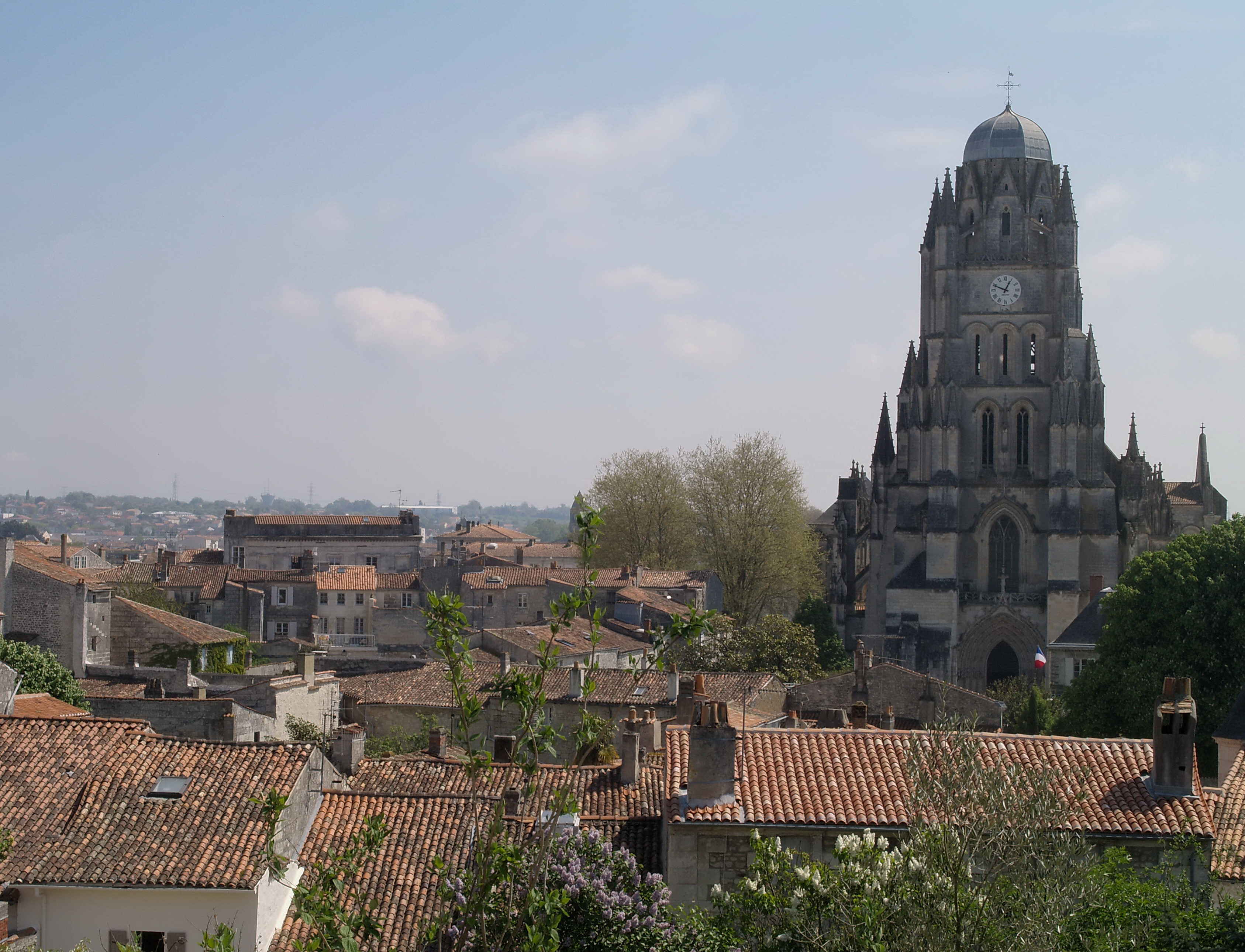
Catedral de Saint-Pierre de Saintes
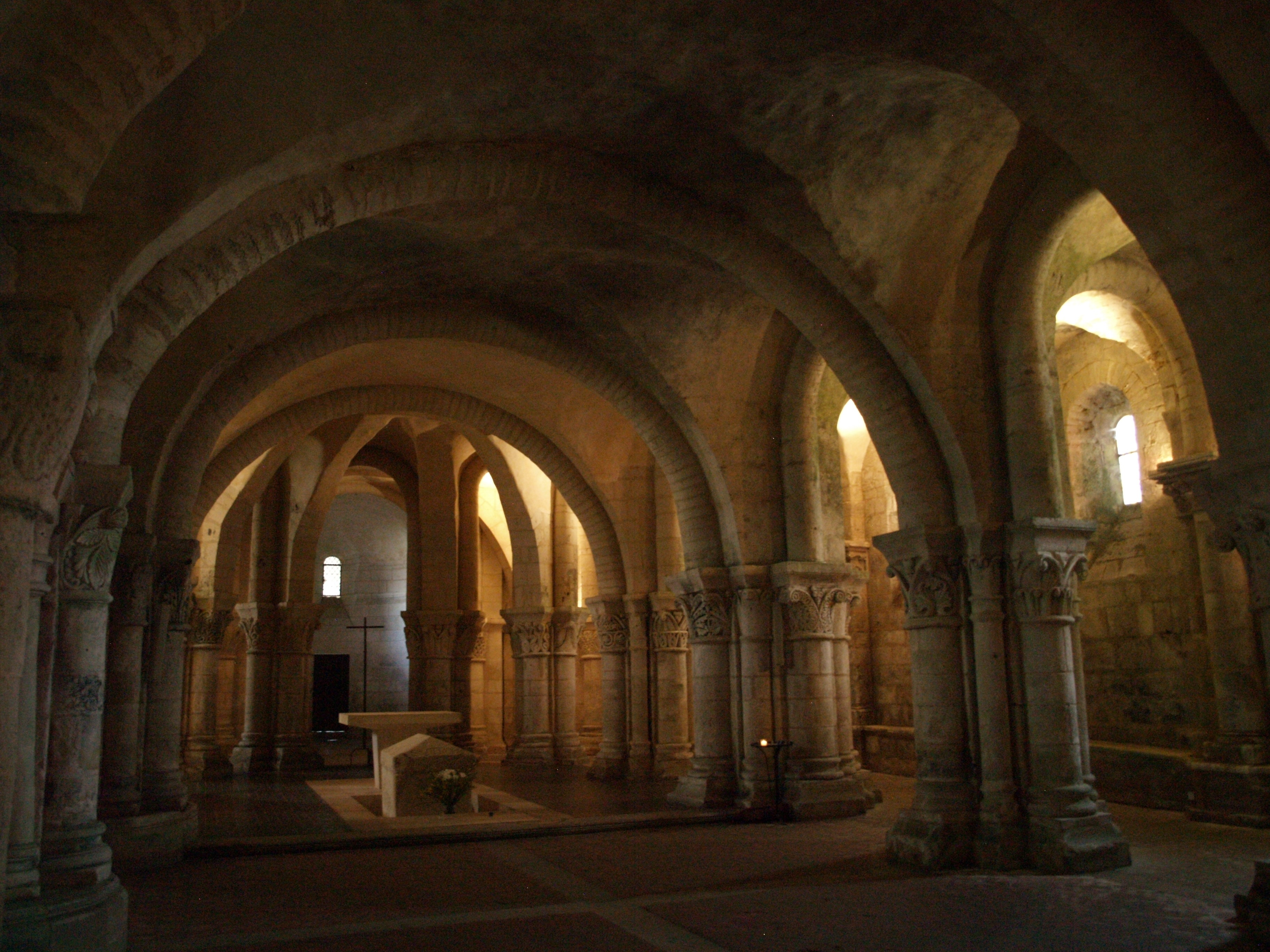
Cripta de la Basílica de Saint-Eutrope de Saintes
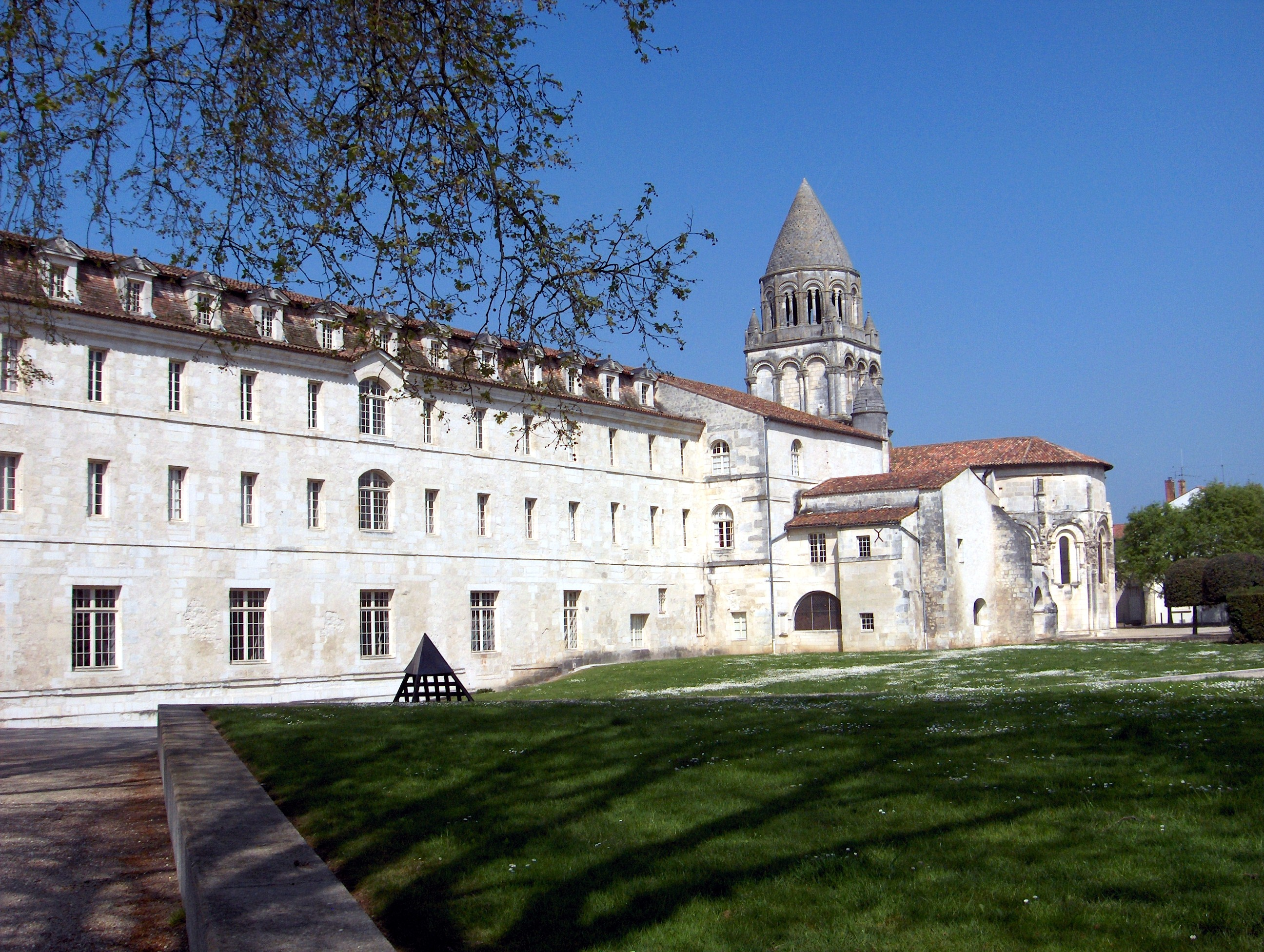
L'Abadia aux Dames de Saintes
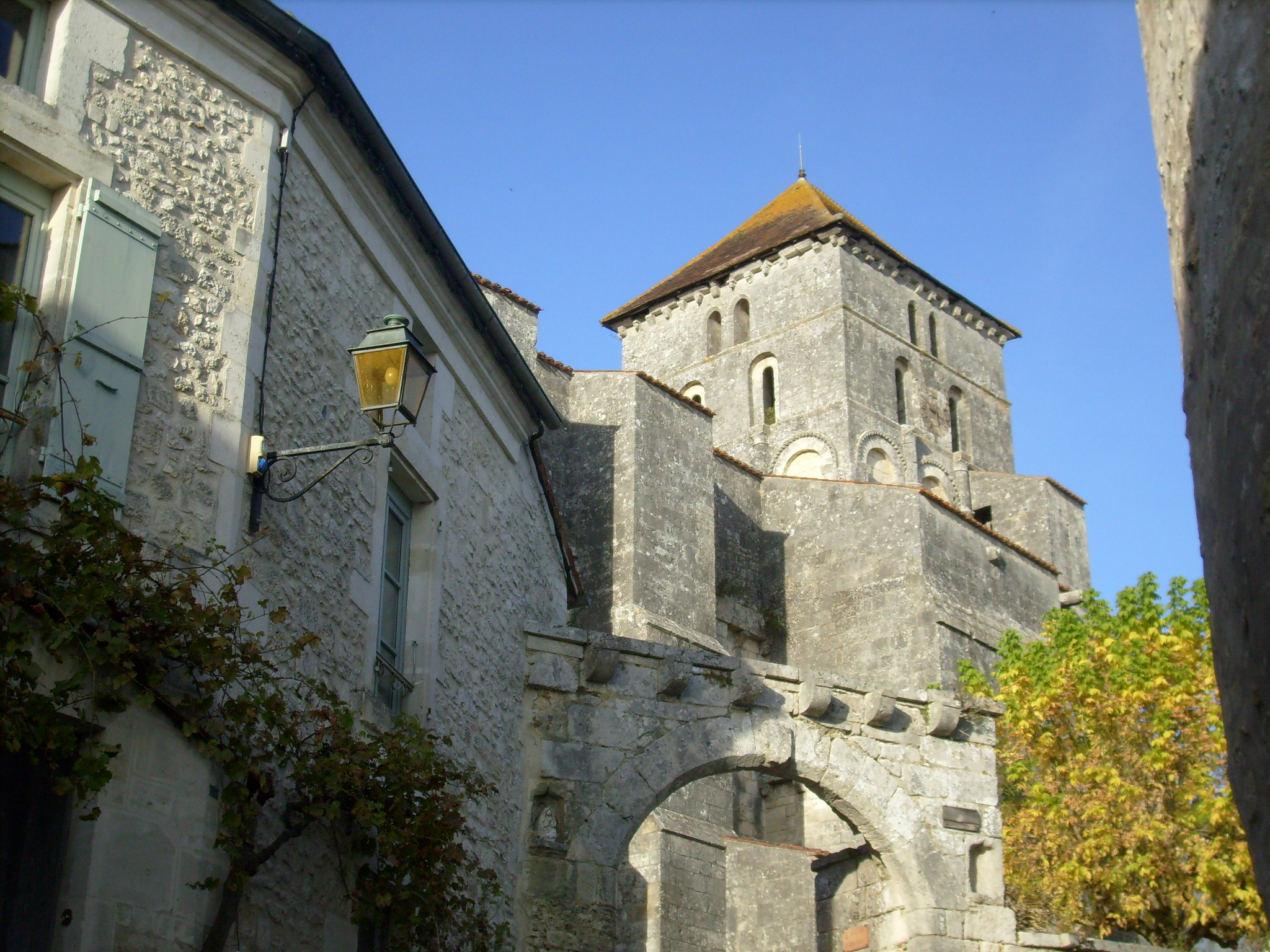
Església de Saint-Sylvain de Saint-Sauvant i les esglésies romàniques del departament

## Atmosfera
Ja l'any 1978, el crític i periodista de Le Monde Jacques Lonchampt testimoniava l'ambient especialment benèvol que regnava al festival:
ningú n'està exclòs, tothom pot obrir-se en aquest ambient de benevolència, on cadascú comparteix el que millor té. Instrumentistes, aprenents, professors, actors, espectadors, ningú queda tancat en si mateix, superior o inferior, però tots participen amb alegria en una mena de festa d'amistat que obre perspectives optimistes molt estranyes en una civilització tan tancada com la nostra» I després el Festival de Saintes es va quedar sense tràmits: sense vestits de nit, una barreja alegre i bondadosa, als entreactes i després dels concerts, artistes i públic, fidels majoritàriament que, cada estiu, acudeixen en major nombre
segons explica Madeleine Chapsal a Le Monde, sobre un festival que va seguir durant 40 anys.
Segons un estudi [Quin?] realitzat entre el públic del Festival el juliol de 2015, la convivència, la senzillesa, la proximitat i l'excel·lència són valors que no només tenen els assistents al festival sinó també els artistes i l'equip que cada any emmarca el festival.